# Mato Sancho
Mato Sancho es una localidad caboverdiana del municipio de Santa Catarina.

## Geografía
La localidad está situada en la isla de Santiago.

## Organización territorial
La localidad abarca los lugares y barrios de:
- Achada Conde
- Achadinha
- Cabeça Carreira
- Chã
- Chã de Forno
- Chão de Penedo
- Coqueiro
- Rombado
- Tabuleiro